# Distrito de Isfara
Isfara (en tayiko: Ноҳияи Исфара) es un distrito de Tayikistán, en la provincia de Sughd. 
Comprende una superficie de 836 km².
El centro administrativo es la ciudad de Isfara.

## Demografía
Según estimación 2009 contaba con una población total de 222600 habitantes.

## Otros datos
El código ISO es TJ.SU.IR, el código postal 735920 y el prefijo telefónico +992 3462.